# Crepereius Calpurnianus
Crepereius Calpurnianus war angeblich ein römischer Historiker, der im 2. Jahrhundert n. Chr. gelebt haben soll. Seine Existenz ist allerdings in der modernen Forschung umstritten.
Crepereius Calpurnianus wird nur von dem Satiriker Lukian von Samosata in seinem Werk Wie man Geschichte schreiben soll im Zusammenhang mit einigen anderen Geschichtsschreibern erwähnt, die den Partherkrieg des Lucius Verus in enger Anlehnung an den Stil des Thukydides beschrieben haben sollen. Lukian zitiert dazu angeblich aus dem (griechischsprachigen) Werk des Crepereius über diesen Partherkrieg (siehe auch Parthika):
Krepereios Kalpurnianos aus Pompejopolis hat den Krieg beschrieben, den die Parther und Römer gegeneinander führten, und zwar von seinem Ausbruch an.
Jedem gebildeten Leser Lukians wurde sofort klar, dass Crepereius hier nur den Anfang von dem großen Geschichtswerk des Thukydides umgeschrieben hat, wo es heißt:
Thukydides von Athen hat den Krieg der Peloponnesier und Athener, den sie gegeneinander führten, aufgezeichnet. Er begann damit gleich beim Ausbruch...
Diese Nachahmung des Thukydides, die teilweise bizarre Formen annahm, fand Lukian nur noch lächerlich. Er verspottete denn auch in seinem Werk diesen „Partherkriegshistoriker“ (neben Crepereius Calpurnianus nennt er noch andere, über die er sich ebenfalls lustig macht), der seine Darstellung an dem Werk des Thukydides ausrichtete und ganze Passagen nur leicht verändert übernahm. Karl Strobel stellte fest, dass Lukian vor allem die sklavische Imitation kritisierte: Der Geschichtsschreiber Crepereius Calpurnianus ahmte nicht etwa den Stil des Thukydides (im Sinne der Mimesis) nach, was viele griechische Historiker noch bis in die Spätantike und in die byzantinische Zeit tun sollten, sondern er schrieb faktisch ein geistloses Plagiat, das nur in einer anderen Zeit angesiedelt war.
Allerdings ist in der Forschung umstritten, ob die bei Lukian erwähnten Historiker je existiert haben. Manche Forscher bestreiten die Existenz (so sah beispielsweise Gerhard Wirth in diesen nur Karikaturen, die auf Arrian verweisen sollen), wobei andere Forscher (so C. P. Jones) für deren Existenz eintraten. Es ist zwar durchaus möglich, dass Lukian fiktive Geschichtsschreiber anführte, um seine Darstellung mit einer Parodie zu unterfüttern, doch kann ihre Existenz letztendlich nicht ausgeschlossen werden.
Die „Fragmente“ des Geschichtswerks sind gesammelt in: Die Fragmente der griechischen Historiker (Nr. 208) bzw. in Brill’s New Jacoby (Nr. 208, mit englischer Übersetzung, Kommentar und Forschungsdiskussion von Michel Cottier).